# Romé Steverink
Romé Steverink (Deventer, 22 juli 2002) is een Nederlands handbalspeelster die sinds 2024 uitkomt voor het Noorse Elite Molde.

## Clubarrière
Steverink werd geboren in Deventer en begon met handballen in Raalte, de plaats waar ze opgroeide, voor HV Kwiek. In 2021 maakte ze de overstap naar HV VZV uit 't Veld in Noord-Holland. Ook trainde ze bij de HandbalAcademie. Bij VZV wist Steverink al snel uit te groeien tot een belangrijke speelster. In 2022 verliet ze de club voor provinciegenoot VOC Amsterdam. Met deze club wist ze voor het eerst landskampioen te worden. Na het kampioenschap vertrok Steverink naar HandbaL Venlo. Hetzelfde jaar maakte ze echter toch een buitenlandse overstap naar het Noorse Elite Molde.

## Interlandcarrière
Steverink wist met Nederland -20 een gouden medaille te winnen. Ze nam in 2022 met Nederland -20 eveneens deel aan het WK -20 in Slovenië. Ze reikte met haar Nederlandse leeftijdsgenoten tot de halve finale waar Noorwegen te sterk was. Door Zweden in de troostfinale te verslaan, greep Steverink met haar land een bronzen medaille. In 2023 werd Steverink voor het eerst geselecteerd in de voorlopige selectie van het Nederlandse handbalteam. Steverink debuteerde in april 2024 voor haar geboorteland in een EK handbal kwalificatiewedstrijd tegen Finland.